# KO’s
KO’s, auch K. O.’s, war ein Eurodance-Projekt, das Mitte der 1990er Jahre von Gianna Possehl konzipiert wurde. Ingo Kays von Genlog, der auch die Aufgabe des Produzenten übernahm, und Antonio Nunzio Catania schrieben die Musik für den Act.

## Hintergrund
1996 erschienen zwei Titel mit der Stimme von Michael Buffer, einem US-amerikanischen Entertainer, der hauptsächlich als Ansager von Boxkämpfen bekannt wurde. Für die erste Single bediente man sich bei dessen Spruch Let’s Get Ready to Rumble. Das gleichnamige Lied stieg im März 1996 in die deutsche Hitparade und erreichte Platz 20. Go for It All verfehlte kurze Zeit später eine Chartplatzierung. Weitere Veröffentlichungen mit Buffer blieben aus.

## Diskografie (Singles)
- 1996: Let’s Get Ready to Rumble (feat. Michael Buffer)
- 1996: Go for It All (feat. Michael Buffer)
- 2007: Sony Connect Set
- 2008: Womb